# Soujoukos
Soujoukos ou soutzoukos (pronúncia grega) é um doce popular no Chipre, preparado com um núcleo de amêndoas ou nozes que são colocadas em água até ficarem moles, para poderem ser enfiadas em fios com cerca de dois metros; estes "colares" são depois mergulhados em palouzes e deixados secar; o processo é repetido até se obter uma "salsicha" com 4-6 cm de espessura, que se deixa secar e se corta em pedaços. O nome pode vir do arménio "sujuk", que é o nome duma salsicha local, por causa do seu aspeto. 
Palouzes é uma espécie de pudim feito com sumo de uva (mosto) fervido e clarificado, farinha de trigo, água de rosas, canela e goma-arábica. Pode ser consumido quente e é usado para preparar soujoukos.
Na Geórgia, o "doce nacional" é muito parecido com o soujoukos e chama-se churchkhela. 